# 7758 Poulanderson
7758 Poulanderson (1990 KT) là một tiểu hành tinh vành đai chính được phát hiện ngày 21 tháng 5 năm 1990 bởi E. F. Helin ở Palomar.